# Alfred Thayer Mahan
Alfred Thayer Mahan (n. 27 septembrie 1840- d. 1 decembrie 1914) a fost un ofițer american al Marinei Militare al Statelor Unite (United States Navy), geostrateg și istoric, considerat „cel mai important strateg american al secolului al XIX-lea”..
Conceptul său cu privire la „puterea maritimă" s-a bazat pe ideea că țările cu o putere navală mai mare vor avea un impact mai mare la nivel mondial; această a fost cel mai clar prezentat în lucrarea sa, The Influence of Sea Power upon History (Influența puterii navale asupra istoriei, 1660-1783 (1890)). Conceptul său a avut o influență enormă în modelarea gândirii strategice în marină din întreaga lume, în special în Statele Unite, Germania, Japonia și Marea Britanie, în cele din urmă determinând o cursă a înarmărilor la nivel european în anii 1890, care a implicat și  Statele Unite ale Americii. Ideile sale încă persistă în doctrina United States Navy.
Numele său a fost dat câtorva nave ca de exemplu USS Mahan care a dat și numele unei clase de distrugătoare.

## Tinerețea
Mahan s-a născut pe 27 septembrie 1840 in West Point, New York, ca fiu al lui Dennis Hart Mahan (profesor la Academia Militară West Point) și a Mariei Helena Mahan. Numele lui din mijloc, Thayer, l-a primit în onoarea „părintelui Academiei Militare West Point", Sylvanus Thayer. El a urmat Saint James School, un colegiu episcopal de pregătire pentru studii academice din vestul Maryland, apoi a studiat la Columbia, timp de doi ani, unde a fost membru al clubului de dezbateri Philolexian Society și apoi, împotriva dorinței părinților săi, s-a transferat la Academia Navală a SUA, pe care a absolvit-o în 1859, al doilea din clasa sa. Primind gradul de locotenent în 1861, Mahan a participat la Războiul Civil American de partea Uniunii ca ofițer pe USS Worchester, USS Congress, USS Pocahontas și USS James Adger și ca instructor la Academia Navală. În 1865 a fost promovat la gradul de locotenent comandor apoi comandor (1872) și căpitan (1885).
În calitate de comandant al USS Wachusett a staționat la Callao, Peru, apărând interesele americane în faza finală a Războiului Pacificului (1879-1884).

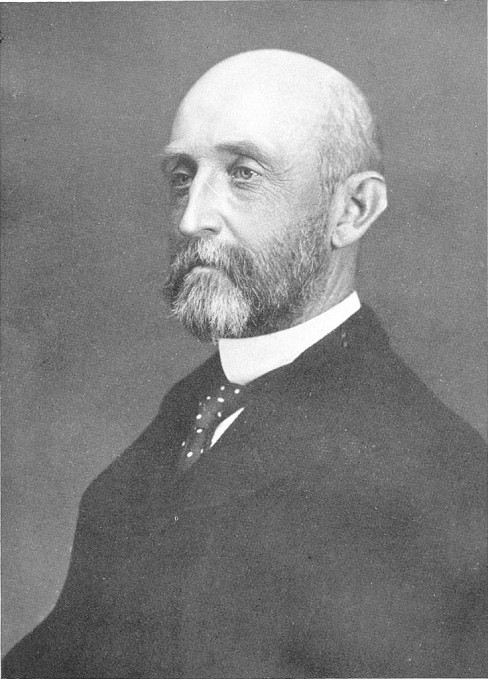
Alfred T. Mahan

## Lucrări
- The Gulf and Inland Waters (1883)
- The Influence of Sea Power Upon History, 1660–1783 (1890)
  - The Influence of Sea Power Upon History, 1660–1805 (ediție prescurtată, 1980)
  - The Influence of Sea Power Upon History, 1660–1783 Arhivat în 8 noiembrie 2004, la Wayback Machine. (1890)
  - The Influence of Sea Power upon the French Revolution and Empire, 1793–1812 (1892) at archive.org
- Mahan, Alfred Thayer (1892). Admiral Farragut. D. Appleton and company, New York. p. 333. Url
- The Future in Relation To American Naval Power, Harper's New Monthly Magazine, Oct 1895
- The Life of Nelson: The Embodiment of the Sea Power of Great Britain (1897)
  - The Life of Nelson, Volume 1 (of 2) by A. T. Mahan la Proiectul Gutenberg
  - The Life of Nelson, Volume 2 (of 2) by A. T. Mahan la Proiectul Gutenberg
- The Interest of America in Sea Power, Present and Future (1897)
- Lessons of the War with Spain, and Other Articles (1899)
- The Problem of Asia and Its Effect Upon International Policies (1900)
- Story of the War in South Africa 1899-1900 (1900)  'online
- Types of Naval Officers Drawn from the History of the British Navy (1901)  online
- Sea Power in Its Relation to the War of 1812 (2 vol.) (1905) (Boston: Little Brown) American Library Association.
- Reflections, Historic and Other, Suggested by the Battle of the Japan Sea. (1906) revista Proceedings, iunie 1906, United States Naval Institute.
- From Sail to Steam, Recollections of Naval life (1907)
- Naval Administration and Warfare: Some General Principles, with Other Essays (1908)
- The Harvest Within: Thoughts on the Life of the Christian (1909)
- Naval Strategy: Compared and Contrasted with the Principles and Practice of Military Operations on Land (1911)
- Armaments and Arbitration; or, The Place of Force in the International Relations of States (1912)
- The Major Operations of the Navies in the War of American Independence (1913) la Project Gutenberg
- The Harvest Within: Thoughts on the Life of the Christian (1909)
- The Major Operations of the Navies in the War of American Independence (1913)